# 김경로
김경로(金敬老, 1548 ~ 1597년)는 조선 중기의 무신으로 전라도 남원 출신이다. 정유재란 중 남원성이 함락되자 이복남과 함께 성문으로 잠입하여 고니시 유키나카가 이끄는 일본군 5만 8천을 상대했으나 중과부적으로 패하고 전사하였다.

## 생애

남원성 전투 당시 일본군의 공략도

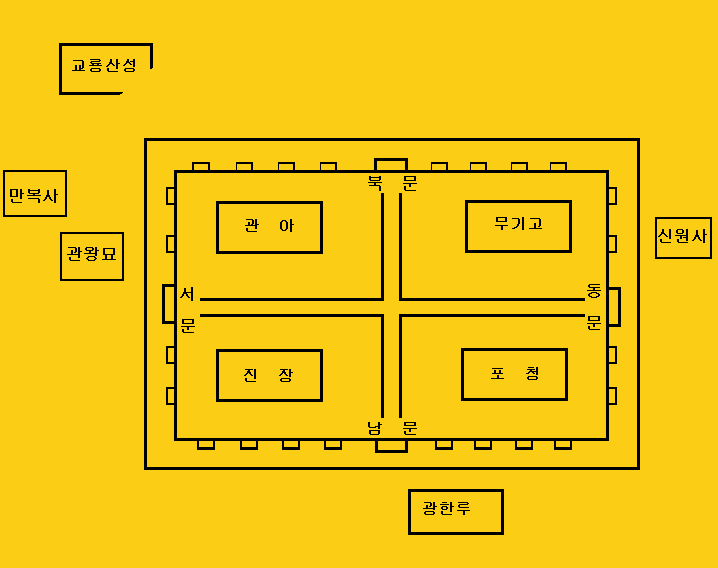
남원성 내부 간략도

무과에 급제해 당상관이 되었고 1587년 함경도 경성판관이 되어 두만강의 여진족을 소탕했다. 임진왜란이 일어나자 김해 부사로 경상도 관찰사 김수의 휘하에서 군사 규합과 물자조달을 맡았다.
1593년에는 황해도 방어사가 되어 해주 방어를 맡았고 1594년에는 중추부첨지사로 권율의 휘하에서 전라도 방어를 맡았다. 1597년 정유재란 당시에는 전주 방어를 맡다가 그해 8월 전라도병마절도사 이복남을 설득하여 5천 군사를 이끌고 남원으로 갔으나 성은 이미 함락된 뒤였다. 죽음을 각오하고 성남문으로 잠입하여 고니시 유키나카가 이끄는 일본군 5만 8천을 상대했으나 패하고 남원 전투에서 전사했다.

## 관련 작품
- 《징비록》 (KBS1, 2015년, 배우:양재원)

## 같이 보기
- 정기원
- 신호
- 이복남